# Inversão uterina
A inversão uterina ocorre quando o útero vira do avesso, geralmente após o parto. Os sintomas incluem hemorragia pós-parto, dor abdominal, presença de massa na vagina e hipotensão arterial. A inversão raramente ocorre sem estar associada com a gravidez.
Os fatores de risco incluem a tração do cordão umbilical ou a compressão do fundo do útero antes que a placenta esteja descolada. Outros fatores de risco incluem a atonia uterina, a placenta prévia, e distúrbios do tecido conjuntivo. O diagnóstico é feito ao se visualizar o interior do útero ou dentro ou saindo pela vagina.
O tratamento compreende a reanimação convencional juntamente com o reposicionamento do útero o mais rápido possível. Se o reposicionamento manual não for eficaz, a cirurgia é indicada. Após o reposicionamento do útero é recomendado o uso de ocitocina e antibióticos. A placenta pode então ser removida, se ainda estiver presa.
A inversão uterina ocorre em cerca de 1 em cada 2.000 até 1 em cada 10.000 partos. A frequência é maior nos países em desenvolvimento. O risco de morte para a mãe é de cerca de 15%, embora historicamente tenha chegado a 80%. Esta condição foi descrita por Hipócrates já em 300 AC.